# Маркоч, Елена Владимировна
Елена Владимировна Маркоч (до замужества Дашина; род. 28 февраля 1966, Москва) — советская синхронистка и российский тренер по синхронному плаванию, четырёхкратная чемпионка СССР (1983—1986), победительница IX летней Спартакиады народов СССР (1986), обладательница Кубка Европы (1986) в групповых упражнениях. Мастер спорта СССР международного класса (1986). Заслуженный тренер России (1999).

## Биография
Родилась 28 февраля 1966 года в Москве. Начала заниматься синхронным плаванием в возрасте 11 лет у Вячеслава Белоковского. В 1979—1981 годах тренировалась под руководством Веры Родионовой, с 1981 года с ней работала Мария Максимова.
В середине 1980-х годов входила в число ведущих советских синхронисток, в 1983—1986 годах была чемпионкой СССР и победительницей Спартакиады народов СССР в групповых упражнениях, в 1985 и 1986 годах становилась призёром чемпионатов СССР в дуэте с Людмилой Осиповой. В тот же период времени привлекалась в состав сборной страны, в 1986 году выиграла золотую медаль соревнований на Кубок Европы в групповых упражнениях и участвовала в чемпионате мира в Мадриде.
В 1986 году окончила ГЦОЛИФК. В дальнейшем занялась тренерской деятельностью в Центральной школе высшего спортивного мастерства (ныне СШОР МГФСО). Среди её учениц олимпийские чемпионки Елена Соя и Елена Овчинникова, а также чемпионка мира Ирина Толкачёва.

## Семья
- Сергей Маркоч (род. 1963) — муж, советский и российский ватерполист, призёр Олимпийских игр (1988, 1992).